# Université de Mount Union
L’université de Mount Union (anglais : University of Mount Union) est une université privée située à Alliance dans l'État américain de l'Ohio.